# تیاگو تریچل
تیاگو تریچل (به پرتغالی: Tiago Treichel Moraes da Silva) مهاجم اهل برزیل است که در شهر پلوتاس و در تاریخ ۸ سپتامبر ۱۹۸۴ به دنیا آمده‌است.
تیاگو تریچل در تیم‌های فوتبال Pelotas سابقهٔ حضور دارد.